# Saint-Christophe-en-Oisans
Saint-Christophe-en-Oisans is een gemeente in het Franse departement Isère (regio Auvergne-Rhône-Alpes) in de Oisans. De plaats maakt deel uit van het arrondissement Grenoble. Saint-Christophe-en-Oisans telde op 1 januari 2022 98 inwoners.

## Geografie
De oppervlakte van Saint-Christophe-en-Oisans bedroeg op 1 januari 2022 123,5 vierkante kilometer; de bevolkingsdichtheid was toen 0,8 inwoners per km².

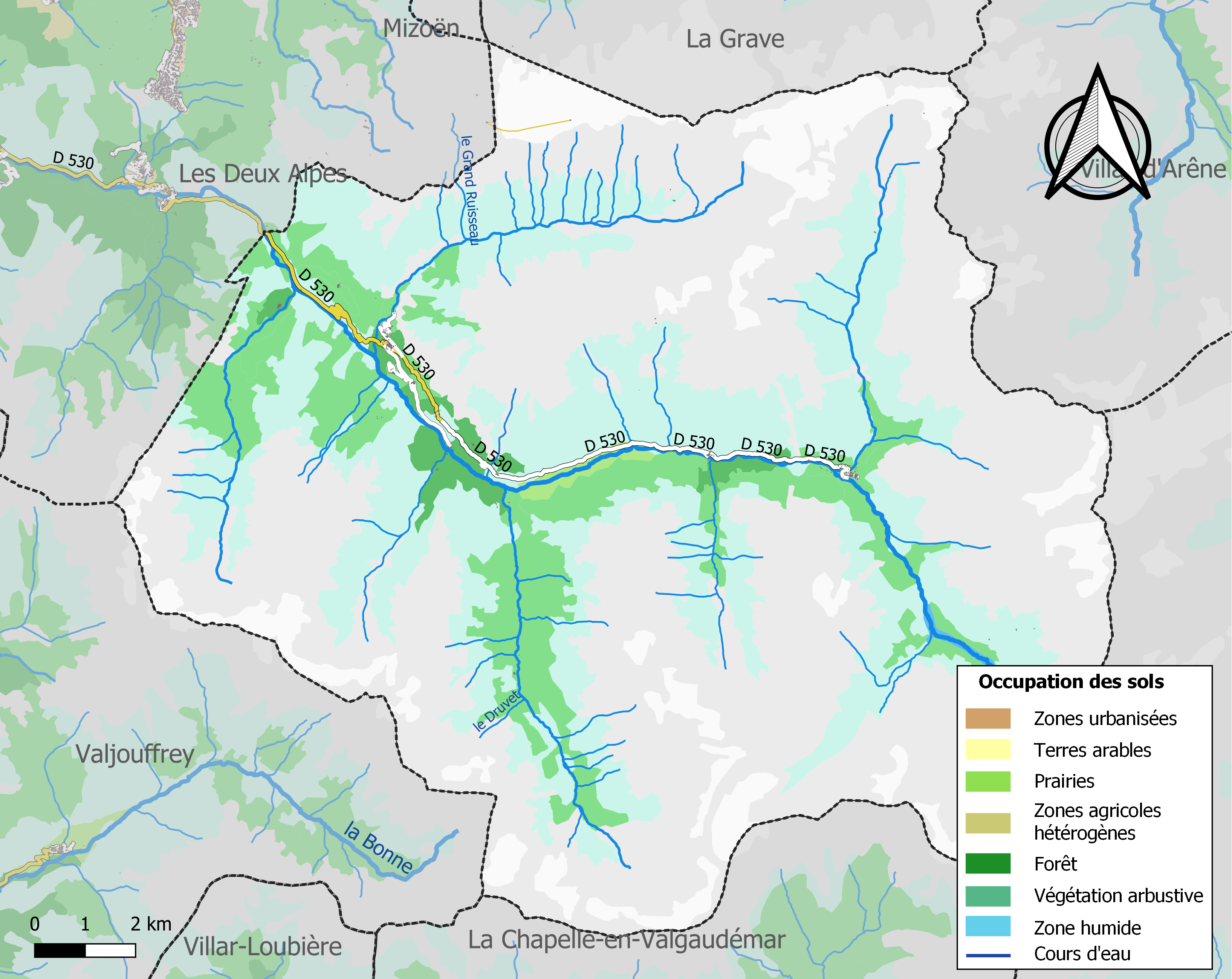
Kaart van de gemeente met de belangrijkste infrastructuur, bodemgebruik en omliggende gemeenten

## Demografie
Onderstaande figuur toont het verloop van het inwonertal (bron: INSEE-tellingen).

## Externe links

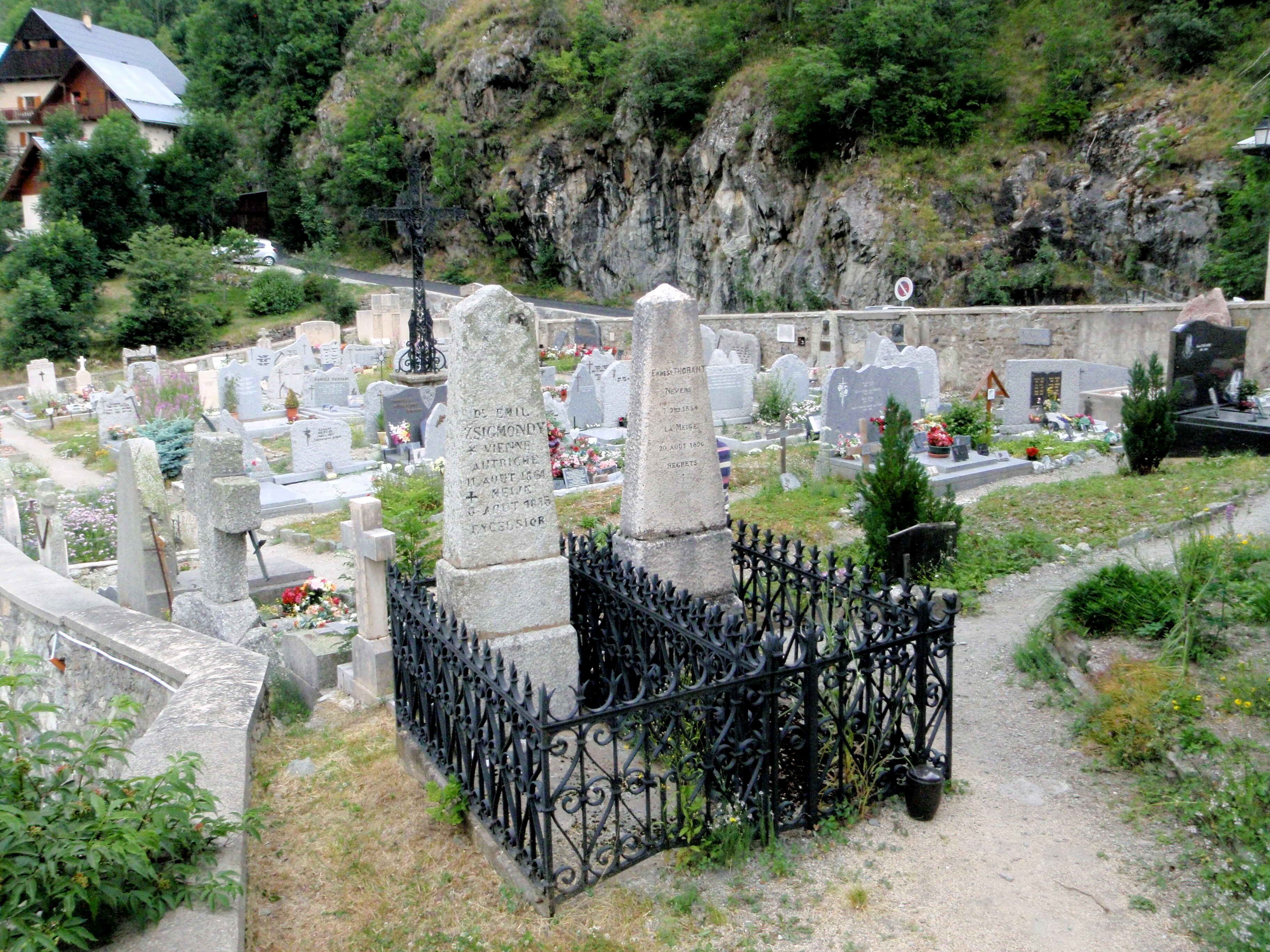
Begraafplaats van Saint-Christophe-en-Oisans
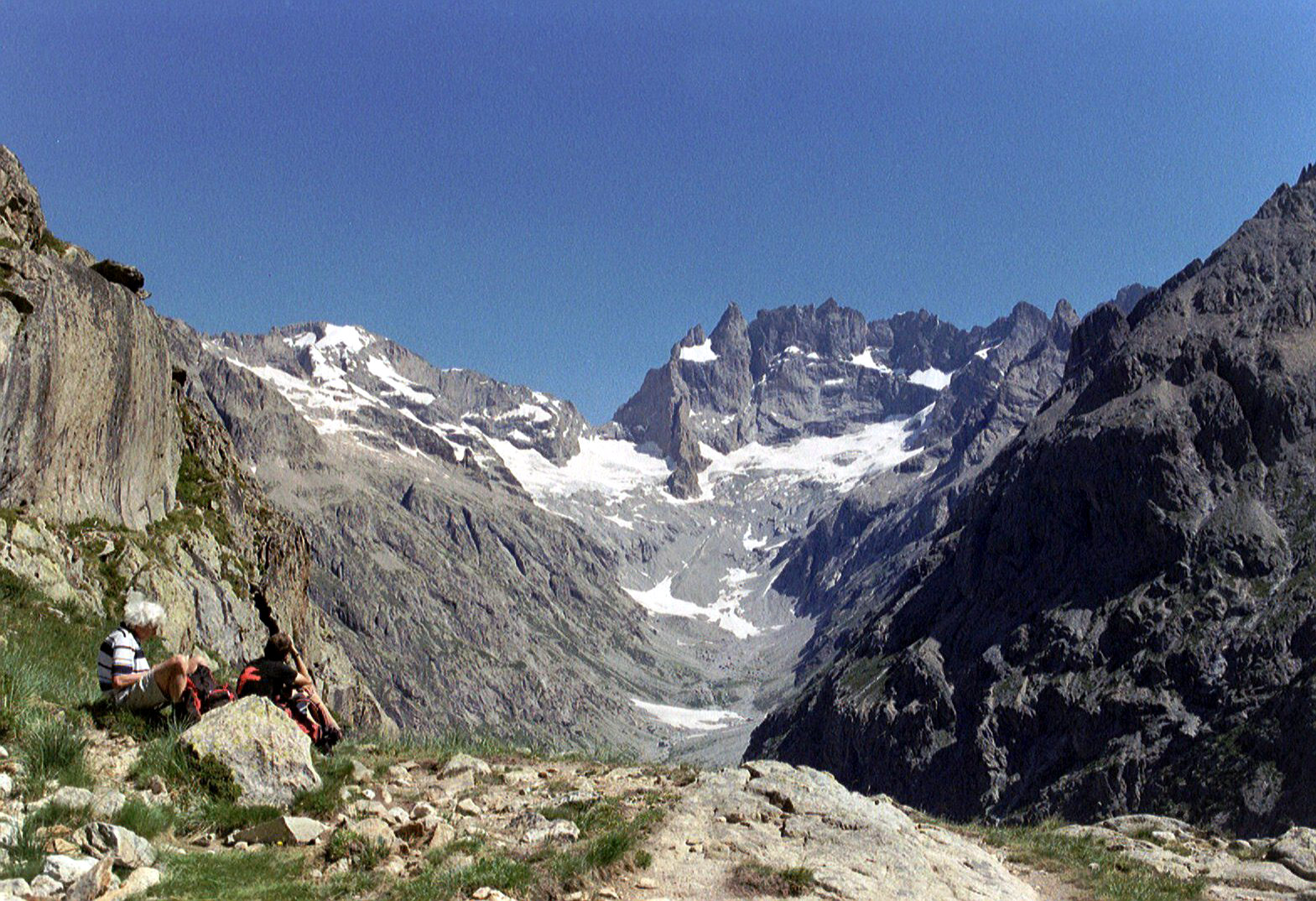
Tête de la Maya, Franse Alpen
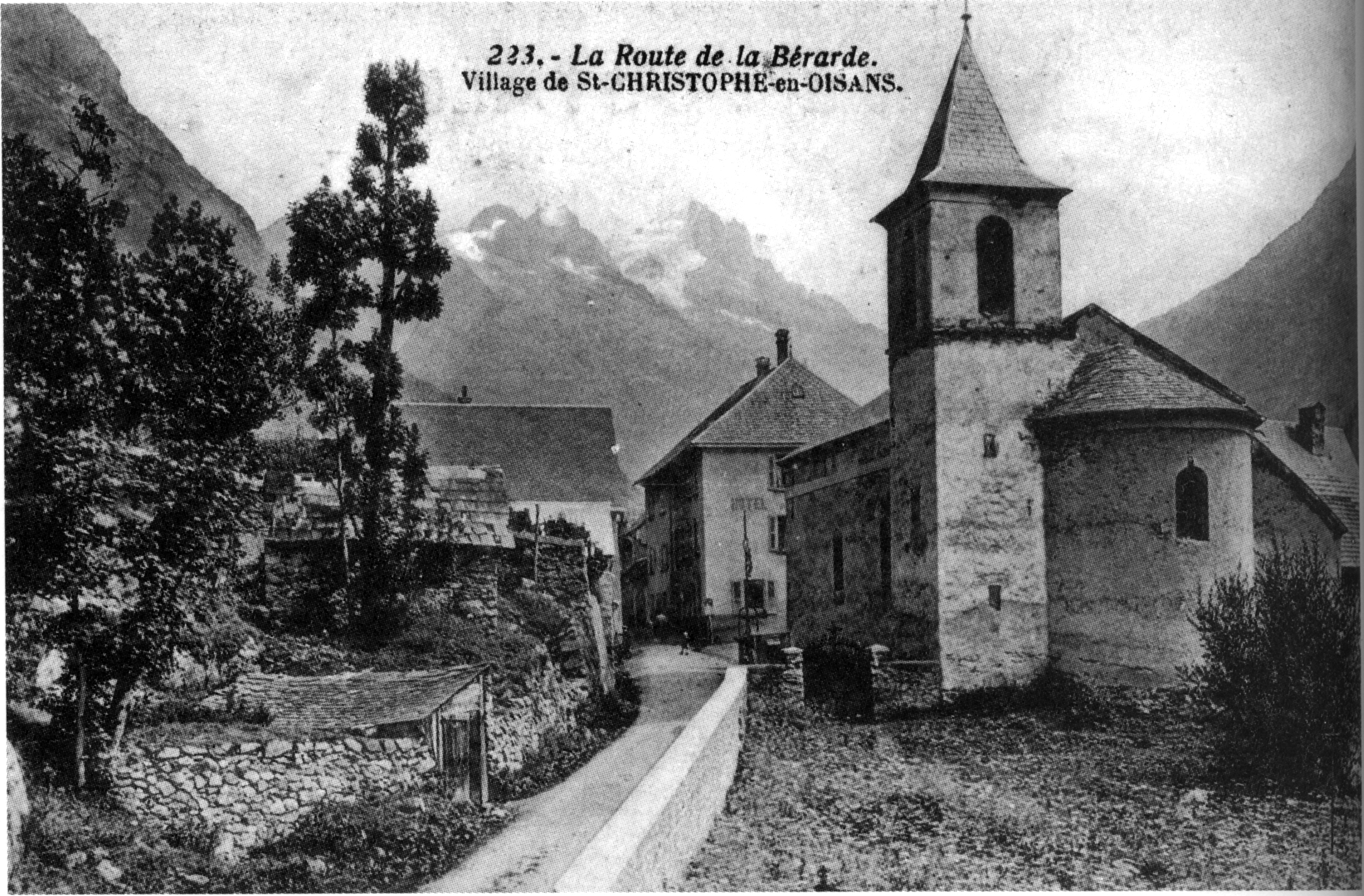
Saint-Christophe-en-Oisans, 1912
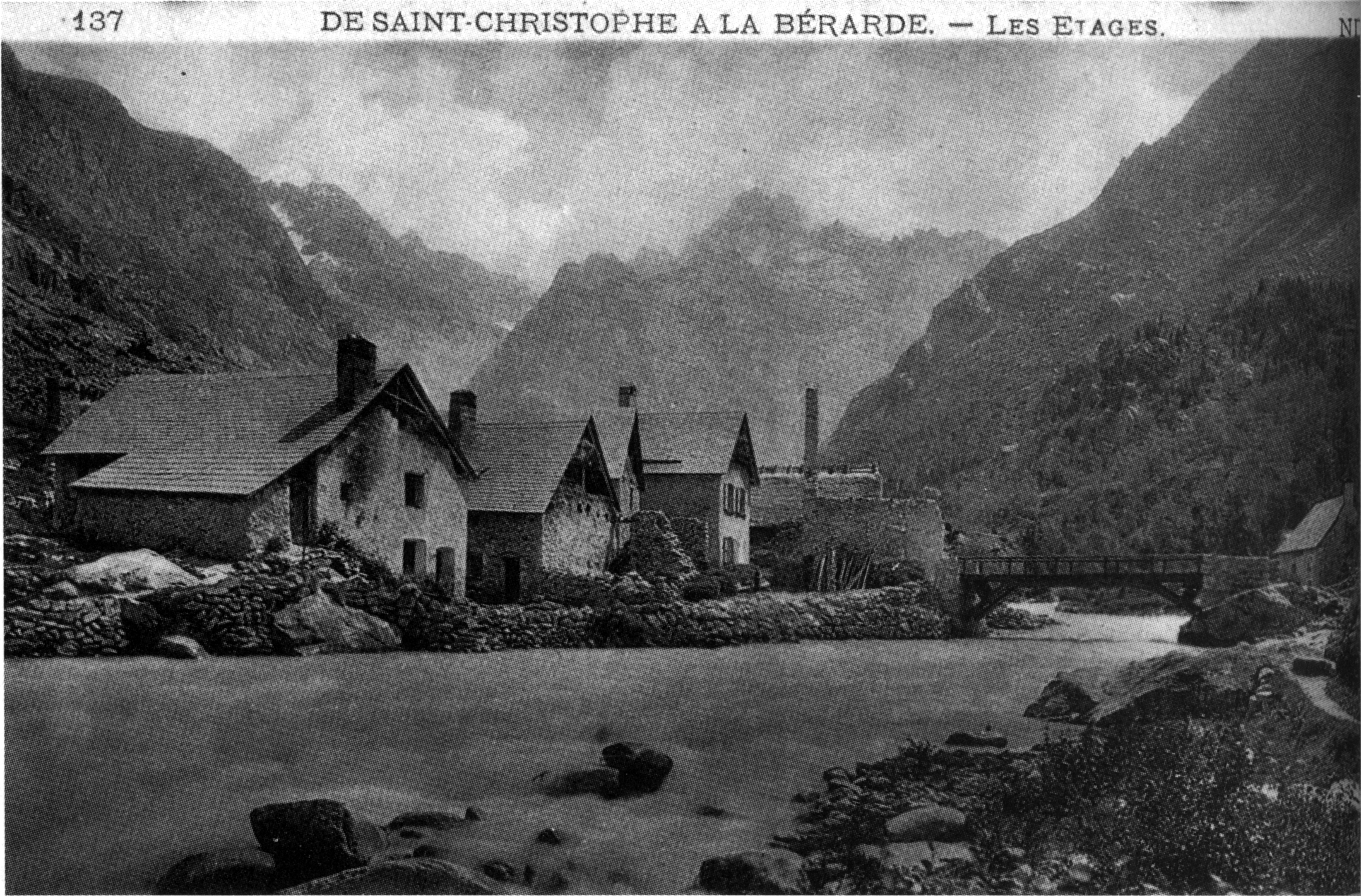
Saint-Christophe-en-Oisans, voor 1935